# 金丸雄介
金丸 雄介 (かなまる ゆうすけ， (1979年9月14日—)、 日本男子柔道73kg級選手。段位是五段。身高170公分，已婚。

## 生平
- 石川县白山市 (石川郡舊鶴來町)出身。
- 石川縣立津幡高等學校畢業、筑波大学畢業。
- 目前是學校法人了德寺學園的職員。
- 有數次国际赛事的出場经验， 曾是北京奥运会的代表。
- 得意技是背負投。
- 2008年10月12日，正式宣佈引退、退休 [1]。今后的工作是在了德寺學園對學生的辅导。
- 引退後，在富士电视台播放的柔道世界锦标赛中，擔任解說員的工作。
- 2012年，被任命為教练[2]。

## 得意技能
過肩摔

## 脚註
1. ↑  金丸雄介是退休了 的存檔，存档日期2008-10-15. 的2008年年10月12日查看
2. ↑  .   [2017-04-16]. （原始内容存档于2013-01-11）.

## 外部連結
- 了徳寺学园俱乐部的柔道 （页面存档备份，存于）
- 人批准HP"无限"金丸雄介 at JudoInside.com